# Suavitat d'una funció

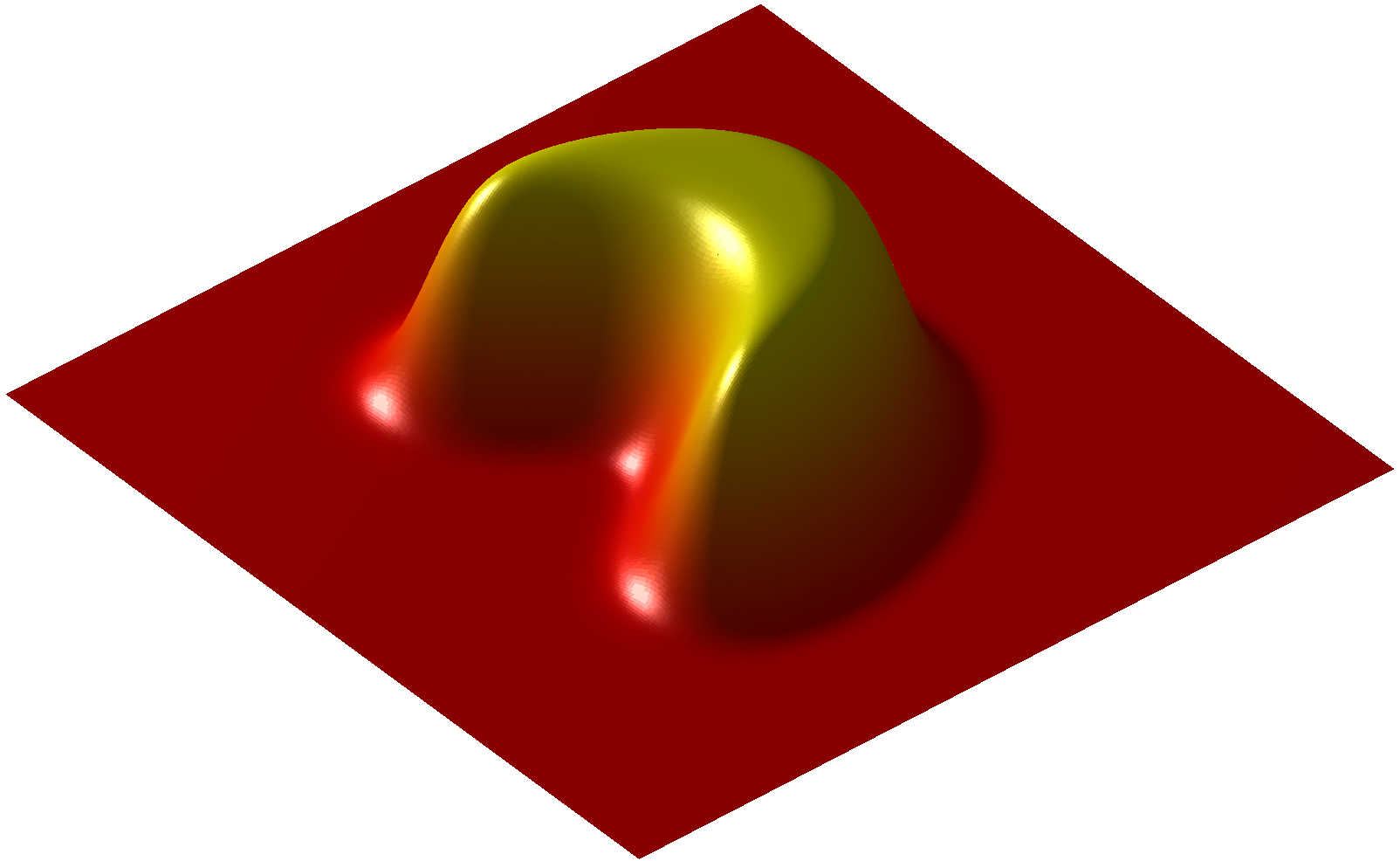
Una funció de test és una funció suau amb un suport compacte.

En l'anàlisi matemàtica, la suavitat d'una funció és una propietat mesurada pel nombre de derivades contínues que té sobre algun domini, anomenada classe de derivabilitat. Com a mínim, una funció es podria considerar suau si és diferenciable a tot arreu (per tant, contínua). A l'altre extrem, també podria tenir derivats de tots els ordres del seu domini, en aquest cas es diu que és infinitament derivable i es coneix com a funció C-infinit (o {\displaystyle C^{\infty }} funció).

La funció C^{0} f(x) = x per a x ≥ 0 i 0 en cas contrari. Exemple de continu (C^{0}) però no diferenciable.

## Classes de diferenciabilitat
La classe de diferenciabilitat és una classificació de funcions segons les propietats de les seves derivades. És una mesura de l'ordre de derivada més alt que existeix i és contínua per a una funció.

La funció g(x) = x^{2} sin(1/x) per a x > 0. Exemple de diferenciable però no diferenciable contínuament (no C^{1}).

Cal Pensar en un conjunt obert {\displaystyle U} sobre la línia real i una funció {\displaystyle f} definit a {\displaystyle U} amb valors reals. Sigui k un nombre enter no negatiu. La funció {\displaystyle f} es diu que és de classe de diferenciabilitat {\displaystyle C^{k}} si els derivats {\displaystyle f',f'',\dots ,f^{(k)}} existeixen i són continus {\displaystyle U}. Si {\displaystyle f} és {\displaystyle k} - diferenciable en {\displaystyle U}, llavors és almenys a la classe {\displaystyle C^{k-1}} des que {\displaystyle f',f'',\dots ,f^{(k-1)}} són contínues {\displaystyle U}. La funció {\displaystyle f} es diu que és infinitament diferenciable, suau o de classe {\displaystyle C^{\infty }}, si té derivats de totes les ordres {\displaystyle U}. (Per tant, totes aquestes derivades són funcions contínues {\displaystyle U}). La funció {\displaystyle f} es diu que és de classe {\displaystyle C^{\omega }}, o analític, si {\displaystyle f} és suau (és a dir, {\displaystyle f} està a la classe {\displaystyle C^{\infty }}) i la seva expansió en sèrie de Taylor al voltant de qualsevol punt del seu domini convergeix a la funció d'algun veïnatge del punt. {\displaystyle C^{\omega }} està, per tant, estrictament contingut {\displaystyle C^{\infty }}. Les funcions test són exemples de funcions a {\displaystyle C^{\infty }} però no dins {\displaystyle C^{\omega }}.
Per dir-ho d'una altra manera, la classe {\displaystyle C^{0}} consta de totes les funcions contínues. La classe {\displaystyle C^{1}} consta de totes les funcions diferenciables la derivada de les quals és contínua; aquestes funcions s'anomenen derivables contínuament. Així, a {\displaystyle C^{1}} La funció és exactament una funció la derivada de la qual existeix i és de classe {\displaystyle C^{0}}. En general, les classes {\displaystyle C^{k}} es pot definir recursivament declarant {\displaystyle C^{0}} per ser el conjunt de totes les funcions contínues, i declarant {\displaystyle C^{k}} per a qualsevol nombre enter positiu {\displaystyle k} per ser el conjunt de totes les funcions derivables la derivada de les quals està en {\displaystyle C^{k-1}}. En particular, {\displaystyle C^{k}} està continguda a {\displaystyle C^{k-1}} per cada {\displaystyle k>0}, i hi ha exemples per demostrar que aquesta contenció és estricta ({\displaystyle C^{k}\subsetneq C^{k-1}}). La classe {\displaystyle C^{\infty }} de funcions infinitament diferenciables, és la intersecció de les classes {\displaystyle C^{k}} com {\displaystyle k} varia sobre els nombres enters no negatius.